# Europejski kodeks postępowania w zakresie dezinformacji
W 2018 r. Komisja Europejska zwołała przedstawicieli głównych firm technologicznych i branży reklam internetowych w celu opracowania dobrowolnych ram samoregulacji przemysłu w celu zwalczania dezinformacji. Inicjatywa powstała w następstwie skandalu Facebook-Cambridge Analytica i rosyjskiej ingerencji w wybory prezydenckie w USA w 2016 roku. Komisja wyraziła zaniepokojenie, że „masowe kampanie dezinformacyjne online” są „szerzone przez szereg krajowych i zagranicznych podmiotów, aby zasiać nieufność i tworzyć napięcia społeczne”. Ponadto, zgodnie z opinią Komisji, platformy internetowe, na których prowadzone są te kampanie, „nie działają proporcjonalnie, nie odpowiadając wyzwaniom wynikającym z dezinformacji i manipulacji infrastruktur platform”.
Kodeks określa definicję dezinformacji oraz pięć szerokich zobowiązań dla firm branżowych. Podpisujące podmioty zobowiązują się do sporządzenia corocznych sprawozdań z samooceny, które zostaną poddane przeglądowi przez Komisję Europejską.

## Definicja dezinformacji
Kodeks definiuje dezinformację jako „fałszywą lub wprowadzającą w błąd informację, która, w sumie,
- a) jest tworzona, prezentowana i rozpowszechniana w celu uzyskania korzyści gospodarczych lub celowego oszustwa publicznego; oraz
- b) może powodować szkodę publiczną, która ma na celu zagrożenie demokratycznym procesom politycznym i politycznym, a także dobra publiczne, takie jak ochrona zdrowia, środowiska lub bezpieczeństwa obywateli UE”[1].

Kodeks uznaje, że definicja dezinformacji wyklucza „wprowadzającą w błąd reklamę, zgłaszanie błędów, satyrę i parodię lub wyraźnie określone stronnicze wiadomości i komentarze”.

## Zobowiązania
Kodeks określa pięć ogólnych zobowiązań dla sygnatariuszy branżowych co umożliwia elastyczne przyjęcie kodeksu. Podpisujący mogą wybrać, jakie zobowiązania będą przestrzegać w zależności od charakteru swoich usług i możliwości technicznych.

### Przeglądanie umieszczania reklam
Podpisujący uznają potrzebę „znaczącej poprawy kontroli umieszczania reklam, w szczególności w celu zmniejszenia przychodów podmiotów dostarczających dezinformację”.

### Reklama polityczna i reklama na temat problemów
Sygnatariusze ogólnie „potwierdzają wezwanie [Komisji Europejskiej] do uznania ważności zapewnienia przejrzystości reklam politycznych i tematycznych”.

### Integracja usług
Sygnatariusze uznają „znaczenie zintensyfikowania i wykazania skuteczności wysiłków zmierzających do zamknięcia fałszywych kont, a także znaczenie ustanowienia jasnych systemów oznaczania i zasad dla botów, aby zapewnić, że ich działań nie można pomylić z interakcjami międzyludzkimi”.

### Wzmocnienie konsumentów
Sygnatariusze zobowiązują się „inwestować w środki technologiczne w celu nadania priorytetu odpowiednim, autentycznym i autorytatywnym informacjom, w stosownych przypadkach, w wyszukiwarce, kanałach informacyjnych lub innych automatycznie ocenianych kanałach dystrybucji”.

### Wzmocnienie społeczności badawczej
Ogólnie rzecz biorąc, sygnatariusze „zobowiązują się do wspierania w dobrej wierze niezależnych wysiłków na rzecz śledzenia dezinformacji i zrozumienia jej wpływu”.

## Sygnatariusze
- Facebook (2018)[3]
- Google (2018)[3]
- Twitter (2018)[3]
- Mozilla (2018)[3]
- Association des agences conseils en communication (AACC) (2018)[3]
- European Association of Communications Agencies (EACA) (2018)[3]
- EDiMA (2018)[3]
- Interactive Advertising Bureau Europe (2018)[3]
- Union of Belgian Advertisers (UBA) (2018)[3]
- World Federation of Advertisers (WFA) (2018)[3]
- AKA (2018)[3]
- Microsoft (2019)[3]
- SAR Marketing Communication Association (2019)[3]
- TikTok (2020)[3]
- Goldbach Audience (2020)[3]
- Kreativitet & Kommunikation (2020)[3]